# Lacosamida
Lacosamida (INN, originalmente como erlosamida) es un agente terapéutico desarrollado por UCB para el tratamiento auxiliar de convulsiones focales y dolor neuropático diabético. 
La agencia Food and Drug Administration estadounidense aceptó como fármaco nuevo el 29 de noviembre de 2007, comenzando el proceso de aprobación del medicamento. UCB envió un dossier para la Unión Europea; la European Medicines Agency aceptó la revisión de la solicitud de puesta en el mercado en mayo de 2007.
El medicamento fue subsecuentemente aprobado en EE. UU. el 3 de septiembre de 2008. El medicamento es susceptible a la expiración de la patente y entrada de genéricos en EE. UU a partir de marzo de 2022.

## Mecanismo de acción
Lacosamida es un antagonista NMDA - N-metilaspartato, que actúa en sitio de enlace de glicina.
Lacosamida es un aminoácido funcionalizado que tiene actividad a través de los canales de sodio voltaje-dependiente; sin embargo no actúa en el modo convencional de estabilizar la inactivación rápida del canal, sino que más bien potencia la inactivación lenta. Los canales de sodio voltaje dependientes son proteínas de membrana responsables de la generación del potencial de acción; el mecanismo de “todo o nada” mediante el cual causa la liberación de neurotransmisores neuronales. Durante un potencial de acción los canales de sodio voltaje dependientes sufren una inactivación rápida que dura milisegundos; esta inactivación evita que el canal se abra permitiendo así finalizar el potencial de acción. Muchos fármacos antiepilépticos como la carbamacepina o la lamotrigina enlentecen la recuperación de la inactivación y reducen así la capacidad de las neuronas para producir potenciales de acción. Como la inactivación solo ocurre en las neuronas que están produciendo potenciales de acción, los fármacos que modulan la inactivación rápida reducen selectivamente las descargas en las neuronas que se encuentran activas en ese momento. 
La inactivación lenta es un proceso similar, salvo que no produce un bloqueo completo de los canales de sodio voltaje dependiente y su efecto dura cientos de milisegundos. Lacosamida hace que esta inactivación ocurra en los potenciales de membrana menos despolarizados. Esto significa que Lacosamida solo afecta a las neuronas que están despolarizadas (activas) durante largos periodos de tiempo, como las neuronas de los focos epilépticos.

## Pruebas clínicas
En una prueba clínica doble ciego grande, aleatorizada de pacientes con convulsiones parciales mal controladas, lacosamida resultó significativamente buen agente en la reducción de la frecuencia cuando se administró concomitantemente a otros antiepilépticos, a dosis de 400 y 600 mg al día. En una prueba menor de  neuropatía diabética, lacosamida alivió significativamente vs placebo.